# Георги Станкулов
Георги Станкулов Илиев е деец на Българската комунистическа партия, народен обвинител (прокурор) в Четвърти състав на т. нар. Народен съд (1944 – 1945), политик.

## Биография
Роден е в Оряхово през 1899 г. От 1918 г. е член на БКП. Завършил е право в Софийския университет. Сътрудничи на ЦК на БКП. Известно време е секретар на българската секция на Централното ръководство на МЮС-Българска секция. От 1942 до 1943 г. е кооптиран член на ЦК на БКП. През 1944 г. става представител на ЦК на БКП в нелегалния НС на Отечествения фронт.
След Деветосептемврийския преврат е народен обвинител при Четвърти върховен състав на Народния съд.
В периода 1947 – 1950 е пълномощен министър в Албания. Бил е заместник главен арбитър в Държавния арбитраж и член на Управителния съвет на Съюза на юристите.